# Distrikt Paita
Der Distrikt Paita liegt in der Provinz Paita der Region Piura in Nordwest-Peru. Der Distrikt wurde am 30. März 1861 gegründet. Er hat eine Fläche von 762,76 km². Beim Zensus 2017 lebten 87.979 Einwohner im Distrikt. Im Jahr 1993 betrug die Einwohnerzahl 42.491, im Jahr 2007 72.522. Verwaltungssitz ist die im Nordwesten des Distrikts an der Küste gelegene Provinzhauptstadt Paita mit 81.163 Einwohnern (Stand 2017). Neben Paita gibt es im Distrikt noch die weiter südlich gelegenen Küstenorte La Islilla (2011 Einwohner), La Tortuga (2948 Einwohner) und Yacila (1671 Einwohner).

## Geographische Lage
Der Distrikt Paita erstreckt sich über die Küstenwüste im Südwesten der Provinz Paita. Er besitzt eine Küstenlinie am Pazifischen Ozean von etwa 63 km. Die Straße Paita–Piura durchquert den Distrikt in östlicher Richtung.
Der Distrikt Paita grenzt im Nordwesten an den Distrikt Colán, im Osten an den Distrikt La Huaca sowie im Südosten an die Distrikte La Unión (Provinz Piura) und Vice (Provinz Sechura).